# Le Matin du singe
Le Matin du singe (The Morning of the Monkey) est un court roman de Robert van Gulik, publié en 1965, ayant pour héros le juge Ti. Avec La Nuit du Tigre, ce texte forme le recueil Le Singe et le Tigre, le 10e volume paru de la série.
Il s'agit de la neuvième enquête du magistrat selon l'ordre chronologique de ses aventures.

## Dédicace et titre du roman
L'œuvre est dédié à la mémoire du gibbon Bubu, mort en Malaisie en 1962.  Pour cet animal de compagnie, cher à son cœur, l'auteur a imaginé un récit où un gibbon familier au juge Ti sert d'amorce à la résolution de deux affaires criminelles.  À la fin du récit, pour récompenser l'animal, le juge Ti demande à un subalterne de couper quelques bananes d'un arbre pour qu'il puisse lui-même les offrir au petit singe le lendemain matin.  Ainsi, l'offrande des fruits du personnage rejoint l'hommage du roman de l'auteur envers l'animal.
Par ailleurs, ce roman trop court, Robert van Gulik le publie, avec La Nuit du Tigre, dans Le Singe et le Tigre et, pour tenter de donner une unité à ce recueil constitué de deux récits indépendants, évoque en introduction et en conclusion, les signes du zodiaque chinois du Singe et du Tigre.  

## Résumé
Alors qu'il prend son petit déjeuner sur sa terrasse, le juge Ti s'amuse à observer des gibbons se balançant dans les branches. Soudain il remarque que l'un d'eux transporte un objet brillant. Après avoir réussi à récupérer ledit objet, le magistrat constate qu'il s'agit d'une bague de grande valeur. Mais à qui appartient-elle?  Le bijou mène bientôt le juge au cadavre d'un quinquagénaire à qui il manque un doigt, puis à une jolie prostituée qui, quelque temps auparavant, a demandé une évaluation de l'objet à un prêteur sur gages. Or, l'affaire se complique puisqu'il s'avère que ce dernier a agressé le quinquagénaire le jour de sa mort...
En parallèle à cette enquête, le juge Ti est préoccupé par un trafic de biens soumis à la douane qu'un gang organisé contourne de façon illicite.  Cette contrebande agace le pouvoir central qui exige du magistrat une action énergique et rapide pour y mettre fin.
Et si ces deux affaires étaient, en dépit des apparences, liées l'une à l'autre ?

## Personnages
Membres du Tribunal
- Ti Jen-tsie, magistrat du district de Han-yuan.
- Tao Gan, l'un de ses lieutenants.

Autres personnages
- Monsieur Wang, apothicaire.
- Monsieur Leng, prêteur sur gage.
- Seng Kiou, vagabond.
- Mademoiselle Seng, sœur du précédent.
- Tchang, vagabond.

## Commentaires
Par sa date de publication, le recueil Le Singe et le Tigre s'intercale entre les romans La Perle de l'Empereur et Le Motif du saule.  Toutefois, dans l'ordre chronologique des aventures du juge Ti, douze récits séparent Le Matin du singe de La Nuit du Tigre qui se déroulent respectivement en 667 et 670.